# Evžen Quitt
Evžen Quitt (22. července 1933 Zlín – 19. srpna 2013) byl český geograf a klimatolog. V letech 1963 až 1972 vedl klimatologické oddělení ústavu a od roku 1993 působil v brněnské pobočce Ústavu geoniky Akademie věd České republiky. V akademii věd byl pracovně činný až do roku 2009. Je autorem klimatické regionalizace Československa, která byla v 70. letech publikována pod názvem Klimatické oblasti Československa. V ní publikoval svoji zmíněnou klasifikaci klimatu.

## Dílo
- Klimatické oblasti Československa. Brno: Geografický ústav ČSAV, 1977. 73 s.